# Chiesa di San Rocco (Verona)
La chiesa di San Rocco è la parrocchiale di Castiglione, frazione di Verona, in provincia e diocesi di Verona; fa parte del vicariato di Verona Nord Est.

## Storia
La chiesa di San Rocco venne costruita o verso la fine del Cinquecento o all'inizio del Seicento dalla badessa Serenelli del monastero di San Michele, che era retto dai benedettini.
Quest'edificio fu donato il 10 febbraio 1932 dai conti Serenelli Torresani al vescovo di Verona Girolamo Cardinale, il quale lo inserì nella parrocchia della Madonna di Campagna.
Il 31 maggio 1959 la chiesa fu eretta a parrocchiale dal vescovo Giuseppe Carraro. Il presbiterio venne modificato nella seconda metà degli anni sessanta e poi ancora nel 2002, per realizzare il nuovo altare postconciliare rivolto verso l'assemblea.

## Descrizione

### Esterno
La facciata a capanna della chiesa, rivolta a nordovest, è scandita da due lesene laterali, sorreggenti la trabeazione e il timpano di forma triangolare, sormontato da due vasi e da una croce; presenta al centro il portale d'ingresso in stile barocco.
Annesso alla parrocchiale è il campanile a base quadrata, scandito da cornici marcapiano in più registri; la cella presenta su ogni lato una monofora ed è coronata dalla guglia piramidale.

### Interno
L'interno dell'edificio si compone di un'unica navata coperta dal soffitto piano in canniccio intonacato, sulla quale si affacciano due cappelle laterali, ospitanti gli altari minori del Crocifisso e della Madonna; al termine dell'aula si sviluppa il presbiterio, sopraelevato di tre gradini, voltato a botte e chiuso dall'abside semicircolare.
Il pavimento della navata è costituito all'alternanza di quadrotte in marmo chiaro di Botticino e in marmo rosso di Verona, mentre quello del presbitero è interamente in marmo veronese.